# Пінон білий
Пі́нон білий (Ducula luctuosa) — вид голубоподібних птахів родини голубових (Columbidae). Ендемік Індонезії.

## Опис
Довжина птаха становить 41 см. Забарвлення переважно біле. Махові пера сріблясто-сірі з чорними краями, стернові пера чорні зі сріблястим відблиском. На нижній частині живота чорний лускоподібний візерунок. Дзьоб сірий, на кінці чорний, очі темно-карі, навколо очей кільця голої сизої шкіри. Лапи сизі.

## Поширення і екологія
Білі пінони мешкають на Сулавесі та на сусідніх островах. Вони живуть у вологих рівнинних тропічних лісах і мангрових лісах. Зустрічаються зграйками, на висоті до 475 м над рівнем моря. Живляться плодами.